# No No: A Dockumentary
Pour plus de détails, voir Fiche technique et Distribution.
No No: A Dockumentary est un film documentaire américain de Jeff Radice sorti en 2014.
Le titre du film fait référence au match sans point ni coup sûr - performance rare au baseball, désignée par l'expression no-hitter ou « no-no » en anglais - du joueur de baseball Dock Ellis, principal sujet du documentaire, en date du 12 juin 1970, qu'il prétend avoir accompli sous l'effet du LSD.
Il a été présenté pour la première fois au public dans le cadre du festival du film de Sundance 2014.

## Article annexe
- Psychotrope au cinéma et à la télévision